# Vatikánské euromince

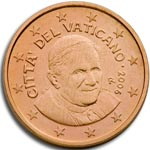
Euromince s papežem Benediktem XVI. (2006-2013)

Vatikánské euromince jsou od 1. ledna 2002 oficiální měnou Vatikánu. Vatikán není členem Evropské unie ani Evropské měnové unie, ale díky měnové unii s Itálií smí vydávat své originální euromince, ne však bankovky. Mince vydává Filatelistický a numismatický úřad Vatikánského městského státu (italsky Ufficio Filatelico e Numismatico). Ražbu zajišťuje Státní polygrafický ústav a mincovna (italsky Istituto Poligrafico e Zecca dello Stato) v Římě v objemu 670 tisíc mincí. To je nejméně ze všech států vydávajících vlastní euromince, proto jsou mince cenným sběratelským artiklem, což je také jeden z důvodů, proč je mincí v oběhu tak málo.

## Charakteristika
Každá z dosavadních sérií zobrazuje na lícových (národních) stranách mincí všech nominálních hodnot stejný motiv - portrét či znak úřadujícího papeže, nápis „CITTÀ DEL VATICANO“ (italsky město Vatikán), 12 hvězd symbolizujících Evropskou unii a rok, kdy byly vyraženy. V období sedisvakance v roce 2005 byl portrét papeže nahrazen emblémem papežské kanceláře.
Rubové strany odpovídají vzhledu ostatních euromincí s designem od belgického designéra Luca Luycxe.

## První série (2002 - 2005)
Tato verze euromincí se razila do smrti papeže Jana Pavla II. 2. dubna 2005 a nesla jeho portrét.

## Druhá série (2005)
Po smrti papeže Jana Pavla II. nastalo období sedisvakance, kdy se razily mince s motivem emblému Apoštolské komory - dva zkřížené klíče pod deštníkem a znak kardinála-komorníka, jímž byl v roce 2005 Eduardo Martínez Somalo. Všechny motivy navrhla Daniela Longo.

## Třetí série (2006 - 2013)
Na třetí sérii euromincí byl zobrazen portrét nově zvoleného papeže Benedikta XVI. Vatikán vpustil nové euromince do oběhu poprvé 27. dubna 2006. Třetí sérii navrhla také Daniela Longo.

## Čtvrtá série (2014 - 2016)
Na čtvrté sérii euromincí, vydávané od března roku 2014 byly použity tři varianty portrétu  papeže Františka - levý profil (1 cent, 2 centy, 5 centů), přední profil (10 centů, 20 centů, 50 centů) a pravý profil (1 €, 2 €).

## Pátá série (2017 - 2025)
Na páté sérii euromincí, vydávané od března roku 2017 je spolu s hvězdami EU zobrazen znak papeže Františka, který nedovolil nadále na mincích používat jeho podobiznu.

## Pamětní mince

### Dvoueurové oběžné mince
Vatikán vydává od roku 2004 každoročně 2€ pamětní mince. Následující přehled obsahuje mince vydané v období mezi roky 2004 a 2024.
1. 2004 - 75. výročí založení státu Vatikán
2. 2005 - XX. světové dny mládeže v Kolíně nad Rýnem v srpnu 2005
3. 2006 - 500. výročí založení Švýcarské gardy
4. 2007 - 80 let od narození Benedikta XVI.
5. 2008 - rok svatého Pavla
6. 2009 - Mezinárodní rok astronomie
7. 2010 - Rok kněží, který vyhlásil papež na období od 19. 6. 2009 do 19. 6. 2010
8. 2011 - 26. světové dny mládeže v Madridu v srpnu 2011
9. 2012 - 7. světové setkání rodin
10. 2013 - Sede Vacante 2013
11. 2013 - 28. světový den mládeže pořádaný v červenci 2013 v Rio de Janeiru
12. 2014 - 25. výročí pádu Berlínské zdi
13. 2015 - VIII. světové setkání rodin ve Philadelphii
14. 2016 - 200 let od založení Corpo della Gendarmeria
15. 2016 - svatý rok Božího milosrdenství
16. 2017 - 1950. výročí umučení sv. Petra a sv. Pavla
17. 2017 - Sté výročí zjevení Panny Marie ve Fátimě
18. 2018 - Evropský rok kulturního dědictví – Láokoóntovo sousoší
19. 2018 - 50. výročí úmrtí otce Pia
20. 2019 - 90. výročí založení Vatikánského městského státu
21. 2019 - Sixtinská kaple – konec restaurace 1994–2019
22. 2020 - 100. výročí narození papeže Jana Pavla II.
23. 2020 - 500. výročí úmrtí Raffaela Santiho
24. 2021 - 450. výročí narození Caravaggia
25. 2021 - 700. výročí úmrtí Danta Alighieriho
26. 2022 - 125. výročí narození papeže Pavla VI.
27. 2022 - 25. výročí úmrtí Matky Terezy z Kalkaty
28. 2023 - 500. výročí úmrtí Pietra Perugina
29. 2023 - 150. výročí úmrtí Alessandra Manzoniho
30. 2024 - 150. výročí narození Guglielma Marconiho
31. 2024 - 750. výročí úmrtí Tomáše Akvinského